# Тежен, Пьер-Анри
Пьер-Анри Тежен (фр. Pierre-Henri Teitgen; 29 мая 1908, Ренн, Бретань — 6 апреля 1997, Париж) — французский политик, государственный и общественный деятель, министр юстиции (1945—1946), министр национальной обороны (1947—1948), министр информации и гражданской службы (1949—1950), министр заморских территорий Франции (1955—1956), юрист, профессор, доктор наук. Член Европейского суда по правам человека (с 1976).

## Биография
Сын главного редактора региональной ежедневной газеты. Изучал право. В 1934 году защитил докторскую диссертацию в области административного права в Нанси. В том же году стал профессором.
Участник Второй мировой войны. Мобилизован в 1939 году, в 1940 году взят в плен, бежал в неоккупированную зону в Монпелье. Вместе с Жоржем Бидо и Франсуа де Ментоном создал подпольную группу Сопротивления. Издавал подпольный листок Сопротивления. Псевдоним «Тристан» — «Квинт». Участвовал во французском движении Сопротивления.
В 1942 году назначен Генеральным секретарём Комитета по общим исследованиям, группы экспертов, которые по поручению генерала Шарля де Голля должны были подготовить комплекс срочных мер для реализации их после освобождения оккупированных территорий.
В 1944 году стал заместителем генерального секретаря Французского комитета национального освобождения. Один из основателей ежедневной газеты «Le Monde» в 1944 году. В том же году занял кресло министра информации Франции.
Член Учредительного собрания Франции (1945). С 1945 по 1958 год — депутат Парламента Франции.
В 1945—1946 годах — министр юстиции. На этом посту отвечал за чистку сторонников колаборационного режима Виши и лиц, сотрудничавших с гитлеровской Германией.
В 1947—1948 годах работал министром национальной обороны.
В мае 1948 года принял участие в работе Европейского конгресса в Гааге, тесно сотрудничал с Робертом Шуманом по принятию Плана Шумана, положившего начало созданию Европейского союза.
Министр заморских территорий Франции (23 февраля 1955 — 1 февраля 1956).
С 1952 по 1956 год возглавлял Народно-республиканское движение (Христианско-демократическая партия).
Дважды был заместителем премьер-министра в 1947—1948 и 1953—1954 годах. В 1958 году — член Консультативного конституционного комитета.
В сентябре 1976 года назначен членом Европейского суда по правам человека.

## Награды
- Великий офицер ордена Почётного легиона
- Кавалер Большого Креста ордена За заслуги (Франция)
- Военный крест 1939—1945
- Медаль за побег (Франция)
- Орден Освобождения (Франция)
- Медаль Сопротивления (Франция)